# Guerra lampo

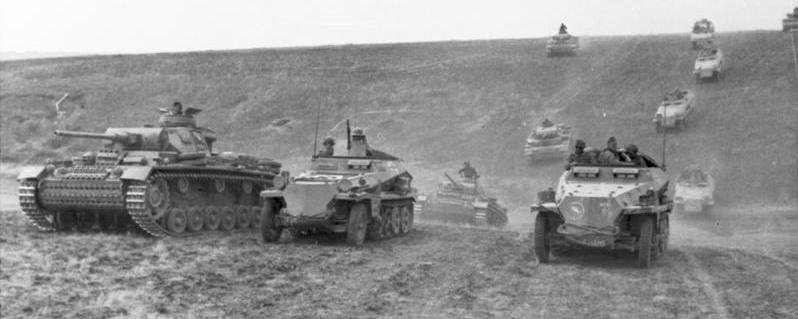
Carri armati Panzer III Ausf-L e fanteria meccanizzata Sd.Kfz. 222 ed Sd.Kfz. 250 della 24ª Divisione Panzer avanzano in Ucraina, nel giugno 1942: un classico esempio di forze combinate in rapido movimento in una guerra lampo.

La guerra lampo (in tedesco Blitzkrieg /ˈblɪt͡sˌkʀiːk/) è una tattica militare basata sulla combinazione di meccanizzazione, potere aereo e telecomunicazioni, volta allo sviluppo di manovre rapide e travolgenti destinate a sfondare le linee nemiche nei loro punti più deboli per poi procedere all'accerchiamento ed alla distruzione delle unità isolate, senza dar loro la possibilità di reagire, dato il costante stato di movimento delle unità attaccanti.
Sebbene utilizzata, dal punto di vista moderno, per la prima volta dalle grandi unità dell'esercito tedesco durante la seconda guerra mondiale, tramite un uso combinato di fanteria meccanizzata, aviazione, artiglieria e mezzi corazzati, essa era stata teorizzata, probabilmente, già a partire dalla seconda metà del XIX secolo.

## Origine del termine
Il termine Blitzkrieg pare essere stato coniato da un giornalista inglese durante la campagna di Polonia, mentre il corrispettivo "tecnico" più vicino potrebbe essere rintracciato nella "Bewegungskrieg" (guerra di movimento), presente nei manuali strategici tedeschi.
L'unico utilizzo del termine "guerra lampo" accertato prima del 1939 è attestato in due articoli (uno del 1935, l'altro del 1938) nei quali tuttavia l'espressione non si riferisce alla possibilità che la Germania potesse vincere una guerra continentale concentrando il massimo sforzo nel minimo 
lasso temporale. Altre fonti di parte francese, inglese e tedesca (1938) si riferiscono al Blitzkrieg come una vera e propria "guerra veloce".

## Storia

### Precursori
Le origini della guerra lampo sono oscure. Anche se considerato uno stile di guerra moderno, le basi strategiche del Blitzkrieg sono vecchie almeno quanto la guerra stessa. Strategie simili vennero impiegate da Alessandro Magno nell'epoca classica, dall'Impero Ottomano, tra la conquista di Costantinopoli e l'assedio di Vienna; Napoleone ne era un maestro e furono, inoltre, impiegate su scala più piccola da entrambe le parti nella prima guerra mondiale. La stessa Germania aveva una lunga tradizione di utilizzo di tattiche di penetrazione profonda: nella guerra franco-prussiana l'esercito prussiano, sapendo che i francesi potevano schierare grandi armate, preparò un piano che si affidava alla velocità (il cosiddetto Vernichtungsgedanke). Se al momento della dichiarazione di guerra fossero stati pronti alla mobilitazione, ad invadere la Francia e giungere ad assediare Parigi abbastanza rapidamente, sarebbero stati vittoriosi prima che il numeroso esercito francese potesse a sua volta mobilitarsi e reagire. Questa tattica venne usata con effetti devastanti nel 1871, per essere poi sviluppata nel Piano Schlieffen, che venne usato all'inizio della Prima guerra mondiale e arrivò vicino al successo.

### Lo sviluppo delBlitzkrieg
Durante la prima guerra mondiale, gli eserciti degli Imperi Centrali e quelli dell'Intesa si erano trovati impantanati in una logorante guerra di trincea, soprattutto lungo il fronte occidentale. Tranne che per rare eccezioni, una guerra di questo genere tendeva a ridurre al minimo l'influenza dell'elemento tattico, condannando i due schieramenti ad un attrito bellico continuo destinato a far prevalere l'esercito più numeroso e meglio rifornito. Questa consapevolezza, unita alle drammatiche perdite umane che questo genere di conflitto comportava, spinse entrambi gli schieramenti a sviluppare strategie d'assalto innovative, capaci di concentrare in pochi punti un grande potenziale offensivo che spezzasse le linee trincerate dell'avversario. Dal punto di vista tecnologico questa ricerca si concretizzò nel carrarmato britannico.
Anche se essa venne teorizzata, nel senso moderno del termine, per la prima volta in Germania principalmente da Alfred von Schlieffen e Hans von Seeckt, rispettivamente alla vigilia della prima e della seconda guerra mondiale, tra i primi pionieri nella teoria del Blitzkrieg troviamo il colonnello inglese J.F.C. Fuller che nel 1918 stese un piano denominato 1919 che prevedeva lo sfondamento del fronte occidentale con 5000 carri armati. Il teorico militare inglese Basil Liddell Hart, riguardo allo svolgimento della guerra lampo, riportò le parole del Tenente Generale sir John Monash:
Già nel 1919 in Germania si iniziò a lavorare sul carro armato e sulla sua impiegabilità sul campo. Malgrado gli obblighi imposti dal Trattato di Versailles, gran parte dei graduati provenienti dall'esercito tedesco rimasero in un modo o nell'altro inseriti nell'organico militare (molti di questi finirono nel Truppenamt). In questo modo poterono mettere a frutto le esperienze maturate nella Grande Guerra. 
Fu in questo periodo che il comandante in capo della Reichswehr, Hans von Seeckt, iniziò ad apportare le prime modifiche alla tradizionale dottrina militare prussiana, teorizzata da Carl von Clausewitz ed applicata dai generali Alfred von Schlieffen e von Moltke. In luogo della strategia basata sull'impiego di grandi masse in manovra avvolgente, von Seeckt 
promosse uno schema nel quale la colonna portante fosse la velocità. Il prodotto di questa riforma furono due nuovi elementi dottrinali: la Bewegungskrieg ("guerra di manovra) ed il suo sistema di organizzazione del comando, chiamato Auftragstaktik ("tattica dell'incarico"). Su questi due pilastri fondamentali sarebbe stato teorizzato il Blitzkrieg.
Nel frattempo anche negli altri paesi europei si dava il via alla sperimentazione tattica delle unità meccanizzate. Inglesi e francesi in particolare svilupparono propri prototipi di carro armato, il cui impiego strategico fu tuttavia pensato come appoggio alla fanteria, la quale rimase fino a metà del secondo conflitto mondiale il fulcro degli eserciti alleati. Gli inglesi John F.C. Fuller e Basil Liddell Hart furono gli unici strateghi inglesi ad intuire l'utilizzo indipendente dei carri, sulla scorta delle esperienze maturate sullo scacchiere ottomano, in particolare riguardo alla battaglia di Megiddo. I teorici francesi pensarono invece il carro armato come arma peculiarmente difensiva. L'unico graduato che fece sue le teorie tedesche fu l'allora poco conosciuto Charles De Gaulle.
Anche in Unione Sovietica, secondo una interpretazione storiografica diffusa, pochi furono i generali che concepirono l'arma corazzata come offensiva, e ancor meno coloro che ne teorizzarono un utilizzo indipendente. Per tutta la durata del secondo conflitto mondiale l'Armata Rossa avrebbe considerato le unità corazzate sostanzialmente come artiglieria semovente, a supporto delle grandi masse umane lanciate ad ondate contro il nemico. In realtà anche in URSS sin dalla fine degli anni venti il maresciallo Michail Nikolaevič Tuchačevskij (con l'incoraggiamento del ministro Michail Vasil'evič Frunze) teorizzò un nuovo modo di fare la guerra, basato sulla manovra di profondità (il termine sovietico fu appunto "operazioni in profondità", in russo glubokaja operatisija) e su attacchi a tenaglia di masse corazzate e meccanizzate, appoggiate da artiglieria molto mobile, squadre d'assalto di fanteria abili nell'infiltrazione, armate con pistole mitragliatrici e precedute da attacchi aerei (anche sulle estreme retrovie per isolare il campo di battaglia) e dal lancio di truppe paracadutiste. Lo scopo delle operazioni era raggiungere le profondità e le retrovie nemiche, intrappolando in grandi sacche l'esercito al fronte ed era stato teorizzato in base ai risultati ottenuti durante la guerra con la Polonia e la guerra civile, reimmaginati però con l'uso di massicce formazioni di carri armati veloci ("di cavalleria"), accompagnati a più lenti, ma potenti carri armati "d'artiglieria" nella speranza che questi modelli si potessero unificare. Il risultato di questa elaborazione (che era merito anche del generale Vladimir K. Triandrafillov che contribuì alla stesura del Regolamento di Campo del 1929, da cui derivò il Regolamento di Campo 1936 o PU-36) fu il continuo progresso nelle costruzioni di carri armati, aerei e aerei d'appoggio tattico sovietico per tutti gli anni trenta, fino alla costruzione del T-34, forse il miglior mezzo dei primi anni quaranta. Questo processo dottrinale e tecnologico si interruppe in buona parte a causa delle durissime purghe staliniane, che in pratica eliminarono fisicamente, dal 1937, tutti i fautori di queste teorie, insieme al grosso degli ufficiali sovietici, specie gli specialisti in carri armati. Le divisioni corazzate furono sciolte, i carri distribuiti nelle divisioni di fanteria o raccolti in brigate di cavalleria, il progetto di meccanizzare la fanteria cancellato, i reparti paracadutisti quasi dissolti. Il modello sovietico era difforme per certi aspetti da quello che poi fu realizzato dalla Germania (per esempio il coordinamento via radio aveva un'importanza molto minore, parte della fanteria era ancora montata a cavallo ecc.), ma aveva anche linee guida più moderne (per esempio l'uso di fanteria aviotrasportata alle spalle del fronte per chiudere le vie di ritirata al nemico e occuparne i campi d'aviazione avanzati); uguale o maggiore risultava l'enfasi nell'evitare lo scontro con le prime linee nemiche e nel concentrare lo sforzo, non appena inflitrata o sfondata la prima linea, nella conquista dei comandi, dei depositi, delle linee di comunicazione nemiche per circondarlo e privarlo di capacità operativa.
Per quanto sostanzialmente marginale, l'introduzione delle prime unità corazzate aprì agli strateghi molte nuove possibilità: ogni nazione avrebbe negli anni seguenti sviluppato propri modelli di carro e peculiari strategie di utilizzo, destinate a confrontarsi durante la seconda guerra mondiale.

### Il Blitzkrieg della Germania nazista
Una volta divenuto capo dello stato (1933), Adolf Hitler iniziò ad aggirare (dapprima segretamente, poi in maniera sempre più palese) le condizioni del Trattato di Versailles. Fra queste prove di forza figurò l'istituzione di un comando per le forze armate (conosciuto come Panzerwaffe) ed uno per l'aeronautica, la Luftwaffe. Hitler supportava fortemente lo sviluppo dell'arma corazzata, e dette pieno appoggio al suo teorico più celebre, il generale Heinz Guderian, che fu probabilmente il primo a concepire un modello di guerra nel quale le unità corazzate si muovessero e combattessero in maniera coordinata, in modo da supportarsi reciprocamente e moltiplicare la capacità di sfondamento. In una delle sue opere più note Panzer Leader, Guderian scrive:
Guderian iniziò a sperimentare nelle esercitazioni l'uso combinato di squadre corazzate, arrivando ben presto alla felice intuizione che, dotando ogni carro di adeguati sistemi di trasmissione radio, le formazioni blindate avrebbero potuto facilmente operare manovre complesse che fino ad allora erano state considerate assolutamente fuori discussione. Fin dal 1933 Guderian insisté presso il Comando Supremo affinché ogni mezzo corazzato fosse dotato di radio. Allo scoppio della guerra, soltanto l'esercito tedesco poteva vantare un simile sistema di sincronizzazione fra i carri, tanto che, a seguito delle disastrose sconfitte subite nella Campagna di Francia, gli eserciti alleati adeguarono velocemente la dotazione delle loro unità corazzate.

### La guerra civile spagnola: la prima esperienza sul campo
Il supporto militare offerto dalla Germania all'esercito nazionalista di Francisco Franco durante la guerra civile spagnola non ebbe soltanto un valore politico: esso permise infatti alla neonata Wehrmacht di testare sul campo per la prima volta l'efficacia delle tecnologie e delle tattiche fino ad allora soltanto studiate o simulate in addestramento. In Spagna vennero inviati fin dal 1936 numerosi reparti specializzati. In particolare, operarono con efficacia il Battaglione Panzer 88 (il cui nucleo era composto da tre compagnie Panzer), nonché la Legione Condor, composta prevalentemente da cacciabombardieri. Seppur in scala decisamente ridotta, l'esperienza spagnola permise allo Stato Maggiore tedesco di mettere a punto una sorta di "ruolino di marcia" relativo alle varie fasi del Blitzkrieg:
- Aufmarsch: movimento a contatto della fronte nemica, un'operazione eseguibile con relativa rapidità, nonostante l'apparentemente ampia dispersione delle forze, data la completa motorizzazione delle truppe attaccanti.
- Gefechtsstreifen: manovra di concentrazione verso un ristretto settore del fronte nemico, individuato come Schwerpunkt. Esso rappresentava il punto focale dell'azione offensiva della Blitzkrieg, il centro di gravità ove concentrare il massimo dello sforzo. Su di esso si dovevano concentrare le forze meccanizzate ed aeree, supportate dalla fanteria d'assalto. Lo sfondamento dello Schwerpunkt avrebbe permesso di aprire la via alle unità corazzate, che avrebbero dilagato nelle retrovie sconquassando lo schieramento nemico[16]. Per ottenere il -vantaggio strategico, era necessario sfondare in profondità le linee nemiche. Ruolo fondamentale aveva l'aviazione, deputata alla riduzione al minimo della forza aerea nemica e al bersagliamento dei principali nuclei di difesa nemici. Questo sistema d'attacco permetteva ai tedeschi di conservare l'iniziativa anche in condizioni di inferiorità numerica, riducendo al minimo gli effetti collaterali dello squilibrio numerico.
- Einspruch: manovra di penetrazione dello schieramento nemico. Lo schieramento attaccante effettuava incursioni lungo tutta la linea del fronte nemico, nel tentativo di penetrarlo. Una volta individuato un punto debole, iniziava la manovra di sfondamento. In caso di successo, questa veniva alimentata da ulteriori forze, per conseguire con un unico movimento il cosiddetto Durchbruch, ovvero lo sfondamento, consentendo la penetrazione delle truppe mobili nelle retrovie nemiche.
- Flächen und Lückentaktik: tattica "delle superfici e dei vuoti". Una volta penetrati in forze oltre le linee nemiche, gli attaccanti dovevano sfruttare al massimo la mobilità appena acquisita, evitando di dissanguarsi in scontri settoriali contro i capisaldi nemici (superfici) ma "scivolando" negli spazi liberi o debolmente difesi (vuoti). L'obiettivo infatti non era l'eliminazione fisica del nemico, ma la riduzione della sua capacità operativa. Per questo gli obbiettivi di missione erano in questa fase le linee di comunicazione radio e stradali, i depositi, le stazioni ferroviarie e i comandi.
- Aufrollen: mentre le unità meccanizzate proseguivano speditamente incuneandosi nei vuoti, la fanteria di supporto consolidava la breccia, scivolando lungo i fianchi delle unità avanzanti e spingendo lateralmente. L'avanzare delle unità motorizzate rendeva estremamente veloce e fluido il movimento avvolgente, favorendo la disgregazione immediata del fronte difensivo e "sbriciolandolo" in numerose sacche isolate e disorientate.
- Keil und Kessel: manovra finale, consistente nella chiusura di quanti più reparti nemici possibile in sacche e nella loro eliminazione sistematica[2].

Supporti essenziali di questa strategia erano la tecnologia delle comunicazioni (principalmente ponti radio capaci di distribuire ordini ed informazioni in tempo reale a tutte le unità avanzanti), il pragmatismo tattico ed una nuova concezione di trasmissione degli ordini, la cosiddetta Auftragstaktik (Tattica dell'Incarico): gli ordini venivano trasmessi in forma semplificata, individuando esclusivamente gli obiettivi da raggiungere. Erano i comandanti sul campo a dover scegliere il sistema più efficace per raggiungerlo.
Malgrado la notevole versatilità, la tattica della Blitzkrieg non mancò di rivelarsi gravemente inefficace in alcune situazioni. In particolare, riportiamo le parole di Nicola Zotti:
Se poi, una volta circondato, rifiutava di arrendersi e proseguiva caparbiamente a combattere, l'avversario non solo avrebbe trattenuto le forze tedesche in seconda schiera e preziose riserve mobili, ma avrebbe anche provocato l'allargarsi della distanza con le avanguardie che avrebbero potuto trovarsi pericolosamente isolate e soggette a contrattacchi. Data l'avidità di carburante e anche di munizioni delle truppe corazzate, questo poteva significare un vero e proprio disastro.»

### Seconda guerra mondiale

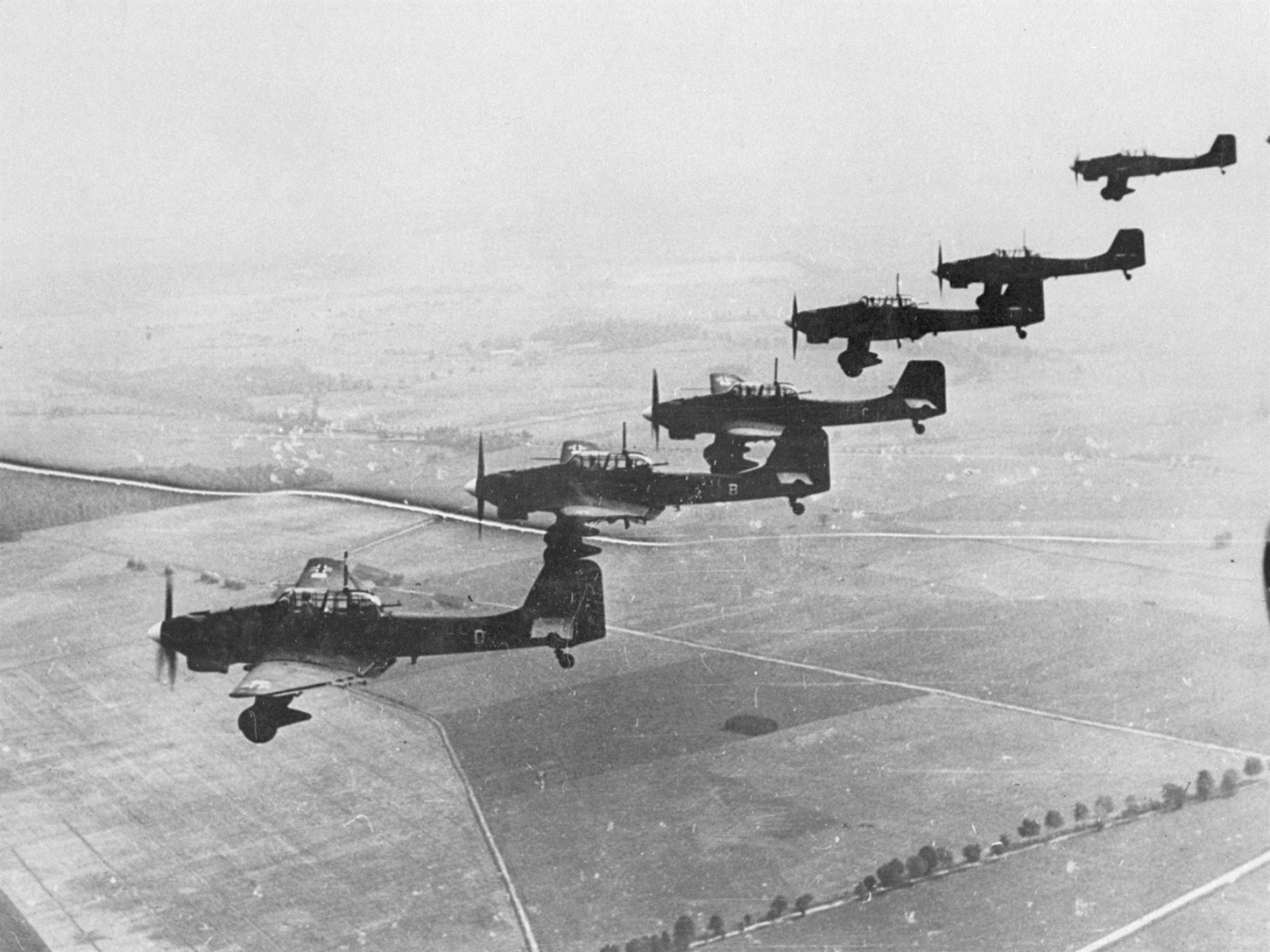
Squadriglia di bombardieri in picchiata Stuka, in volo durante la campagna di Polonia

Nella prima parte della seconda guerra mondiale, il Blitzkrieg venne messa in pratica solo dalla Germania nazista. Nei tardi anni trenta essa aveva riorganizzato il suo esercito per includere un certo numero di divisioni d'élite, le Panzer-Division, costituite quasi interamente da carri armati, fanteria su semicingolati per il trasporto truppe (Panzergrenadier) e camion per i rifornimenti. A questo aggiunsero una nuova arma, il bombardiere in picchiata (in particolare lo Junkers Ju 87 detto Stuka) per sostituire l'artiglieria e permettere attacchi dirompenti anche molto oltre le linee nemiche.
La teoria venne usata per la prima volta contro la Polonia, dove si rivelò efficace anche se la meccanizzazione delle truppe era in quel momento ancora limitata. Dimostrò il suo vero valore nel 1940 durante la campagna di Francia, quando una grande concentrazione di panzer, al comando dei generali Ewald von Kleist, Hermann Hoth e soprattutto Heinz Guderian, seguendo il piano ideato dal generale Erich von Manstein, fece breccia nelle linee difensive e corse verso la costa prima che i difensori potessero organizzare un serio contrattacco. Un'interpretazione altrettanto efficace del Blitzkrieg fu data dal generale Erwin Rommel, che sul fronte africano riuscì a sconfiggere forze molto superiori usando abili tattiche basate sull'impiego dei panzer in gruppi mobili per colpire le retrovie e i fianchi del nemico, facendoli proteggere da sbarramenti fissi di cannoni anticarro con cui decimare i carri avversari. Infine le colonne corazzate impiegate del feldmaresciallo von Manstein fecero miracoli nel contrastare l'avanzata sovietica verso Rostov nell'inverno 1942-1943.
Il termine Blitzkrieg viene usato principalmente per descrivere la tattica tedesca nella prima parte della seconda guerra mondiale, comunque la tattica in generale non era una loro esclusiva, e venne impiegata ogni volta che se ne presentò l'opportunità, specialmente dalle forze sotto il comando del generale George Patton durante l'avanzata dalla Normandia, dalle armate corazzate dell'Armata Rossa (guidate da abili generali come Pavel Rybalko e Michail Katukov) durante le grandi offensive del 1944-1945 sul fronte orientale e, in forma differente, dai giapponesi nella loro rapida avanzata durante il 1941 e 1942 (dove i trasporti marittimi, l'artiglieria leggera, e le marce forzate, sostituirono largamente i camion e i carri armati).

#### Polonia, 1939
È ancora oggetto di indagine per gli studiosi il ruolo che ebbero gli studi sul Blitzkrieg nella campagna di Polonia. Infatti, malgrado il termine "Guerra Lampo" sia stato coniato proprio durante il conflitto tedesco - polacco, le dinamiche strategiche operate dalla Wehrmacht non sembrano differire, a detta di alcuni storici, dall'uso "classico" dell'arma corazzata. In particolare si fa riferimento alla disposizione dei reparti pesanti, che sembrano essere posizionati a supporto della fanteria. A sostegno di questa tesi giocano le dichiarazioni del Generale Heinz Guderian, che in una lettera inviata a Basil Liddell Hart lamentò che, nonostante le sue insistenze, durante la campagna di Polonia mancò un aspetto tipico della fase strategica del Blitzkrieg, "le penetrazioni profonde operanti indipendentemente rispetto ai corpi di fanteria (appiedata)", che avrebbero richiesto la creazione di un'armata corazzata. Sempre a sostegno di questa tesi, sono eloquenti le parole di Matthew Cooper:
Per contro, un'altra scuola di studiosi sostiene che, malgrado in teoria lo schieramento della blitzkrieg non fosse stato predisposto, gli effetti strategici dell'attacco tedesco si rivelarono "di fatto" assimilabili a quelli di una blitztkrieg.
Nel corso della guerra, poi, non solo si ebbero ricomposizioni in corsa che concentrarono ulteriormente le forze corazzate dopo i primi giorni di guerra, ma le divisioni appiedate mantennero il contatto (e l'appartenenza organica) con quelle motorizzate solo il tempo necessario ad aprire varchi nel terreno più fitto e accidentato del confine polacco-tedesco, dopodiché le divisioni motorizzate presero il via nel terreno aperto»
.

#### Europa Occidentale, 1940
Durante la campagna Occidentale l'uso della Blitzkrieg fu cruciale per garantire alle esercito tedesco di assicurarsi la Francia in poco più di 40 giorni, così facendo riuscirono ad isolare la Gran Bretagna lasciandola sola sul fronte occidentale. La conquista di Parigi fu molto importante per la Germania nazista, a cui rimase un unico solo nemico: l'Unione Sovietica.

#### Unione Sovietica
La tattica mostrò le prime carenze durante l'operazione Barbarossa. Infatti, mentre sui campi di battaglia occidentali le distanze operative erano valutabili nell'ordine delle decine di chilometri (permettendo alla fanteria meccanizzata di non perdere quasi mai il contatto con le unità corazzate avanzanti), nelle sterminate steppe russe le formazioni finirono spesso per allungarsi enormemente, distribuendo le unità d'attacco lungo direttrici di dimensioni impressionanti e facendo accumulare alla fanteria aggregata ritardi nell'ordine di giorni rispetto alle Panzer-Division.

## Caratteristiche
Perno essenziale del moderno è l'unità (Einheit). Essa è organizzata in cunei di sfondamento corazzati, supportati da fanteria d'assalto. Le unità corazzate garantiscono alle truppe attaccanti una forte superiorità di fuoco e di movimento laddove queste intendano sfondare. Inoltre l'ampio utilizzo di unità meccanizzate permette una costante fluidità allo schieramento, permettendo rapide conversioni, e rendendo più agile l'eventuale rettifica del piano di attacco.
La chiave della guerra lampo era l'organizzazione delle truppe in forze mobili con eccellenti comunicazioni e comando, in grado di mantenere unite le varie unità militari mentre venivano impiegate in battaglia. Il concetto base era di effettuare uno sfondamento nel fronte nemico usando la combinazione carri-artiglieria-aviazione. Ottenuto lo sfondamento, i carri si sarebbero diretti verso i centri logistici, puntando a tagliare le linee di rifornimento e ad effettuare un accerchiamento a medio raggio del fronte nemico. La fanteria motorizzata\meccanizzata, seguendo le colonne corazzate, avrebbe assicurato la protezione dei fianchi e delle retrovie della punta corazzata.
La strategia venne realizzata come reazione all'attrito statico della guerra di trincea della prima guerra mondiale e divenne impiegabile in pratica agli inizi degli anni trenta, grazie alla crescente affidabilità e potenza del motore a scoppio e della radio da campo, che permettevano il coordinamento degli attacchi. Numerosi militari di diverse nazioni capirono che la guerra di posizione era un concetto datato e poteva essere sconfitta concentrando forze in un'area ristretta e dotandole di una grande capacità di spinta. L'evoluzione delle tecnologie in campo aereo e corazzato e lo sviluppo dei battaglioni di fanteria d'assalto (sulla scorta dell'esperienza maturata nella prima guerra mondiale dalle Stosstruppen tedesche) fornirono agli alti comandi germanici gli strumenti per teorizzare una vera e propria "rivoluzione strategica".